# Klasse

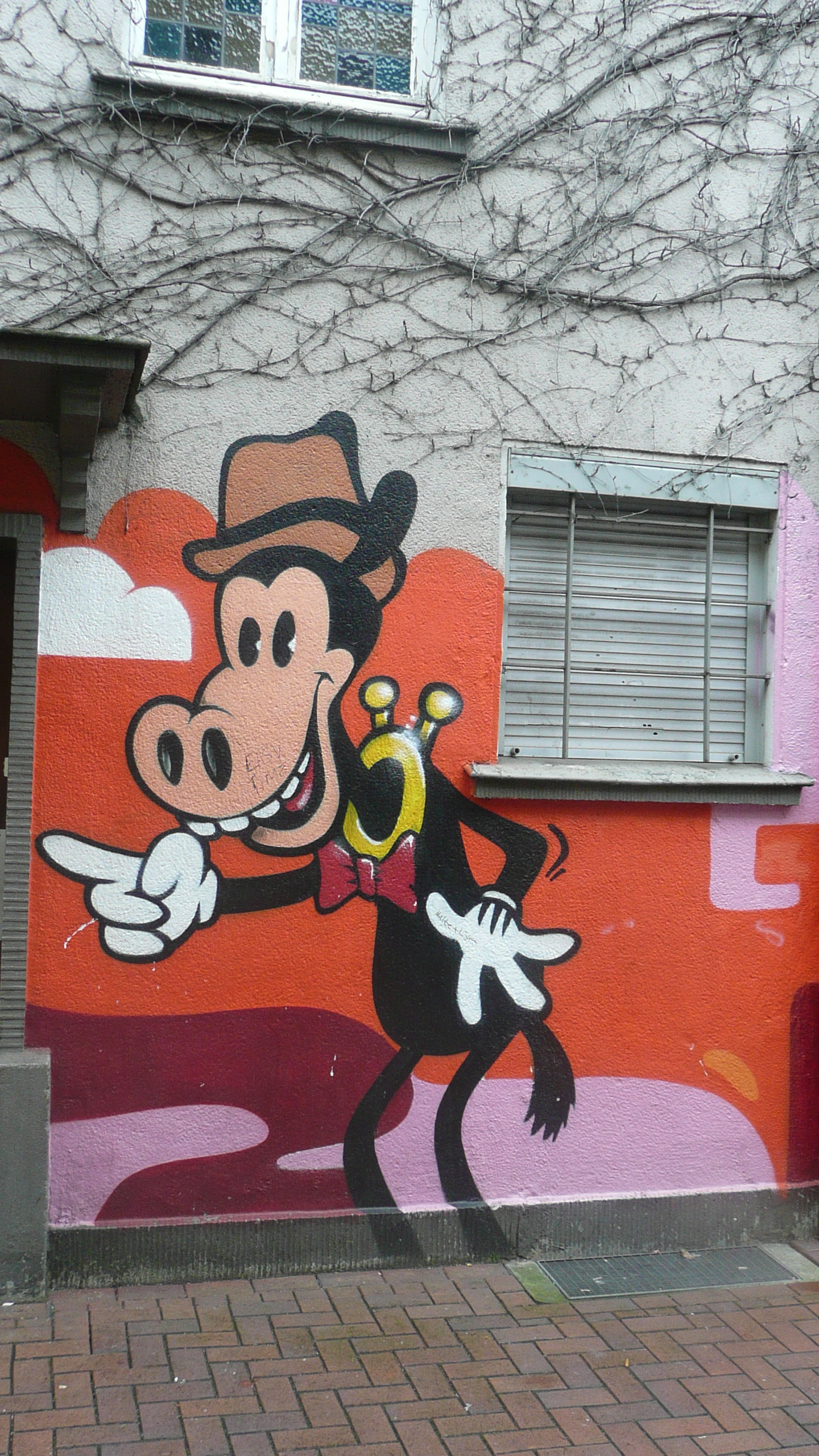
Klasse Häst.

Klasse Häst (engelska: Horace Horsecollar) är en seriefigur. Han är en häst, är pojkvän till Klarabella och en av Musse Piggs vänner. Han avbildas nästan alltid med ett bogträ kring halsen.
Han uppträdde för första gången i filmen Musse Pigg på vischan 1929 då Musse spände honom framför en plog (han gick då på alla fyra). Han blev tidigt Klarabellas pojkvän och förekom i Walt Disneys kortfilmer fram till 1932, då hans lite framfusiga och klumpiga roll alltmer ersatts av Långben.
Under 1960-talet dök han upp i Disneys serier, mestadels i sådana som producerades i Europa. Här är han oftast den mer praktiske birollsinnehavaren som kan vara snickare, rörmokare eller bilmekaniker. Ofta leder hans bristande sociala kompetens, självgodhet och tanklöshet in honom i knepiga situationer.